# طلعت الشيباني
الدكتور طلعت الشيباني هو أول وزير للتخطيط في الجمهورية العراقية بعد الإعلان عنها، وتولى أيضا مهام وزارة النفط بالوكالة عام 1960.اعتقل في 8 شباط 1963 واودع التوقيف لمدة تسعة أشهر واطلق سراحه، وتوفي عام 1992

## حياته
ولد في قرية الهويدر في محافظة ديالى يوم 11 تشرين الثاني 1917. تخرج من كلية الحقوق سنة 1945. حصل على دبلوم عالي في الشريعة الإسلامية وآخر في الاقتصاد السياسي من القاهرة سنة 1948. ونال شهادة الدكتوراه سنة 1951 من جامعة إنديانا -الولايات المتحدة الأمريكية. عين لدى عودته ولمدة سنتين كمحاضر في كلية التجارة وتدرج بالوظائف الادارية وعين مدير عام لإتحاد الصناعات العراقي.

## وزيرا للإعمار
اختيرَ سنة 1959م وزيرا للاعمار وفي نفس السنه الغيت هذه الوزارة وتم استحداث وزارة التخطيط وتم تكليفه ليكون أول وزير للتخطيط في الجمهورية العراقية...ومن أهم منجزاته في هذه الوزارة هو اعداد أول خطة خمسية للعراق وتبني الكثير من المشاريع التي انجزت في عهد عبد الكريم قاسم.سنة 1960 اسندت اليه وزارة النفط بالوكالة حيث شارك بالمفاوضات التي جرت مع شركات النفط وكان له الدور الأول في تأسيس منظمة الاقطار المصدرة للنفط (الاوبك) وكان له دوراً كبيراً في إصدار القانون رقم 80.

## بعد انقلاب 8 شباط
اعتقل في 8 شباط 1963م واودع التوقيف لمدة تسعة أشهر واطلق سراحه بعدها لبرائته من التهم الموجهه اليه بعد ان تولى بنفسه الدفاع عن نفسه. اختير في السبعينات محاضراً في كلية القانون والسياسة جامعة بغداد وناقش واشرف على العديد من رسائل الماجستير والدكتوراه في قسم الدراسات العليا في الكلية.

## وفاته
توفي في 8-5-1992.